# Łódź Władysław Reymonts flygplats
Łódź Władysław Reymonts flygplats (IATA: LCJ, ICAO: EPLL) (polska: Port Lotniczy Łódź im. Władysława Reymonta) är en internationell flygplats i centrala Polen, belägen omkring 6 km sydväst om staden Łódź. Flygplatsen var den åttonde mest trafikerade flygplatsen i Polen år 2013. Den är namngiven efter den polska författaren Władysław Reymont.
Den öppnade den 13 september 1925 och den har sedan dess byggts ut. Idag trafikeras den bland annat av lågprisflygbolag till olika destinationer i Europa.